# Харта за нова Европа
Хартата за нова Европа, наричана още Парижка харта, е договорена в Организацията за сигурност и сътрудничество в Европа на 21 ноември 1990 г. в Париж с участието на 34 държави, предимно европейски, както и на Канада, Съединените щати и Съветския съюз. В основата си Парижката харта има за цел да признае „новата ера на демокрация, мир и единство“, която се представя от края на Студената война период. Вдъхновена от десетте принципа на Заключителния акт от Хелзинки от 1975 г., Хартата от Париж за нова Европа има за цел да насърчи споделените ценности сред подписалите я членове по отношение на правата на човека, демокрацията, икономическата свобода и отговорност, солидарността, сигурност и приятелски отношения между участващите държави.
В пълния списък на подписалите държави влизат: Австрия, Белгия, България, Канада, Кипър, Чешка и Словашка Федеративна Република, Дания, Финландия, Франция, Германия, Гърция, Светият Престол Ватикана, Унгария, Исландия, Ирландия, Италия - Европейска общност, Лихтенщайн, Люксембург, Малта, Монако, Нидерландия, Норвегия, Полша, Португалия, Румъния, Сан Марино, Испания, Швеция, Швейцария, Турция, Съюз на съветските социалистически републики, Обединеното кралство, САЩ и Югославия.
Най-осезаемите постижения на Парижката харта от 1990 година са свързани с въпросите на сигурността чрез признаването на статуквото в Европа, произтичащо от Втората световна война, Споразуменията за мерки за доверие и сигурност (CSBMs) и Договора за конвенционалните въоръжени сили в Европа (FCE). Но основното ѝ историческо значение се отнася до правата на човека, чийто акцент, многократно повтарян, се използва от дисидентските движения на Изток, което в крайна сметка  доведе до падането на комунистическите режими и до демократичния път на развитие на държавите от бившия Източен блок, отделянето им от сферата на влияние на разпадналия се СССР, както и преминаването им към пазарна икономика. Друг аспект от подписването на Парижката харта от 1990 година е правото на държавите от Източна Европа сами да изберат мерките си за сигурност, включително и членство в отбранителния Евроатлантически Алианс НАТО.